# Anisocentropus apis
Anisocentropus apis is een schietmot uit de familie Calamoceratidae. De soort komt voor in het Oriëntaals gebied.